# Stomatepia mariae
Stomatepia mariae (Synonym: Paratilapia mariae) ist eine afrikanische Buntbarschart, die im kamerunischen Kratersee Barombi Mbo endemisch vorkommt.

## Merkmale
Stomatepia mariae erreicht eine maximale Gesamtlänge von 14 cm und eine Standardlänge von 12 cm und ist damit die größte Art der Gattung Stomatepia. Die Buntbarschart ist relativ schlank, die Körperhöhe entspricht 29,5 bis 34,4 % der Standardlänge. Die Grundfärbung ist grau, mit einem grünlichen Einschlag auf dem Rücken. Ein dunkler Längsstreifen erstreckt sich vom hinteren Rand des Kiemendeckels bis auf die Mitte des Schwanzstiels. Die Flossen sind grau. Da die Kiemendeckel dünn sind, und die Kiemenbögen durchschimmern können, erscheinen die Kiemendeckel oft leicht rötlich. Die Augen schimmern silbrig bis leicht golden. Das Maul ist groß, der Oberkiefer hat eine Länge von 28,5 bis 35,2 % der Kopflänge.
- Flossenformel: Dorsale XIV–XV/10–12, Anale III/9–10.[1]

## Lebensweise
Stomatepia mariae kommt vor allem in offenen Bereichen des Barombi Mbo vor und ist eine schnell schwimmende, durch den See ziehende Raubfischart, die sich von kleinen Fischen, Süßwassergarnelen und Insekten ernährt. Es wurde auch beobachtet, dass der Süßwasserkrabbe Potamon africanus Beute gestohlen wird, ein Fall von Kleptoparasitismus. Stomatepia mariae ist ein Maulbrüter, bei dem das Weibchen die Brutpflege übernimmt. Die Eier haben einen Durchmesser von 2–3 mm und ein Gelege enthält maximal 50 Eier. Bis zum Schlupf der Larven vergehen 21 bis 23 Tage. Die Jungfische sind beim Verlassen des mütterlichen Mauls 1,5 cm lang. Danach erlischt der Brutpflegeinstinkt des Weibchens recht schnell oder abrupt. Bis zu einer Länge von 3 cm zeigen die Jungfische einen Tilapiafleck in ihrer Rückenflosse.